# Aporum bilobulatum
Aporum bilobulatum é uma espécie de orquídea epífita de hábito pendente e flores pequenas, que habita a Tailândia e Vietnã.